# 265–289 Allison Street

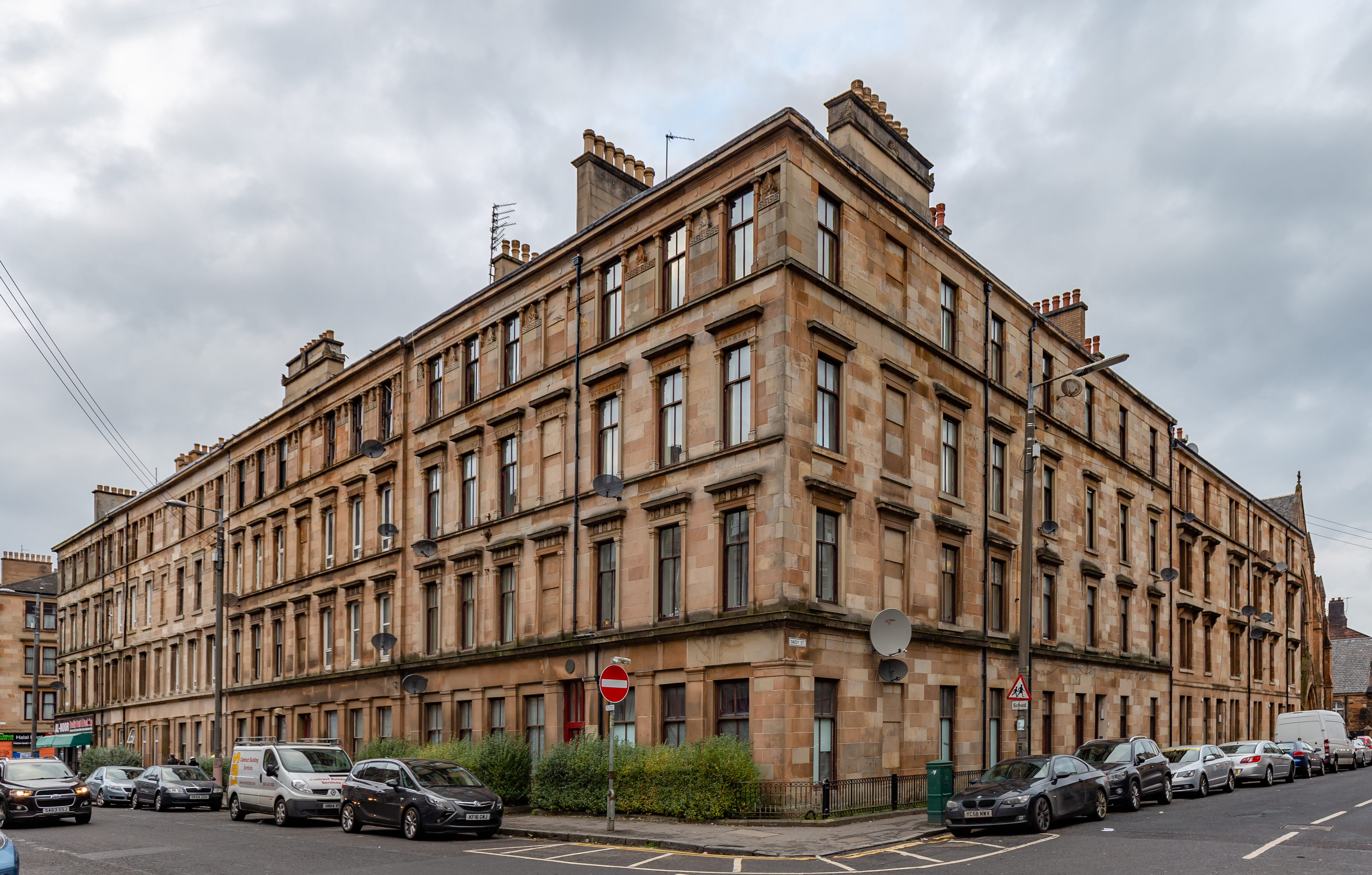
265–289 Allison Street

Unter der Adresse 265–289 Allison Street in der schottischen Stadt Glasgow befindet sich eine Gebäudezeile aus Wohn- und Geschäftsgebäuden. 1970 wurde das Ensemble in die schottischen Denkmallisten zunächst in der Kategorie B aufgenommen. Die Hochstufung in die höchste Denkmalkategorie A erfolgte 1989.

## Beschreibung
Der Bau der Gebäude wurde im Jahre 1875 begonnen. Für den Entwurf zeichnete der schottische Architekt Alexander Thomson verantwortlich. Dieser verstarb jedoch noch im selben Jahr. Bis zur Fertigstellung 1878 betreute daher Robert Turnbull die Arbeiten.
Die vierstöckige Gebäudezeile erstreckt sich entlang der Allison Street im Süden Glasgows zwischen der Daisy Street und der Garturk Street. Sie ist im für Thomsons Architektur typischen griechischen Klassizismus ausgestaltet. Die südexponierte Frontfassade besteht aus polierten Steinquadern. Die Detaillierung links der Mitte ist schlichter. Weite Pilaster gliedern die Fassaden im Bereich des Erdgeschosses vertikal. Skulpturierte Gesimse verdachen die Fenster im ersten und zweiten Obergeschoss. Die Fenster des dritten Obergeschosses sind mit Pilastern und Anthemienfries zwischen den Fenstern gestaltet. Ursprünglich waren die Dächer mit Schiefer eingedeckt, der jedoch teilweise gegen moderne Ziegel ausgetauscht wurde. Der traufständige Kamin ist mit Akroterien gestaltet.